# Nothobranchius guentheri
Nothobranchius guentheri é uma espécie de peixe da família Aplocheilidae. É endémica de Tanzânia.
Os seus habitats naturais são: rios intermitentes e marismas intermitentes de água doce.